# Гимнастика в Азербайджане
Гимнастика — один из распространённых видов спорта в Азербайджане.

## Общие сведения
В августе 2004 года азербайджанские гимнасты впервые приняли участие на олимпийских играх.
В 2008 году азербайджанская гимнаста Алия Гараева заняла 6 место в финале многоборья олимпийских игр в Пекине (Китай).
С 2013 года в Азербайджане действует спортивный клуб гимнастики «Оджаг».
В 2015 году на Европейских играх 2015 азербайджанские гимнасты Олег Степко, Пётр Пахнюк и Эльдар Сафаров завоевали бронзовые медали.

## Художественная гимнастика
В 2003 году впервые в Баку был проведён этап кубка мира по художественной гимнастике. В том же году на 26 чемпионате мира по художественной гимнастике в Будапеште (Венгрия) Динара Гиматова завоевала первую олимпийскую лицензию в истории гимнастики Азербайджана. В 2004 году также в Баку был проведён этап кубка мира по художественной гимнастике.
С 3 по 10 октября 2005 года в Баку был проведён чемпионат мира по художественной гимнастике . С 16 по 22 сентября 2019 года в Баку проведён 37 чемпионат мира по художественной гимнастике. Чемпионат носил лицензионный характер к летним олимпийским играм «Токио 2020». В ходе чемпионата Зохра Агамирова завоевала лицензию на летние олимпийские игры «Токио-2020».
В 2007 году в Баку состоялся 23 чемпионат Европы по художественной гимнастике. Азербайджан также принимал чемпионаты Европы в 2009, 2014, 2019 и 2023 годах.
В 2022 году в Баку прошёл 1-й Международный кубок «Оджаг» по художественной гимнастике.
С 10 по 12 ноября 2023 года в Баку проведён 2-й Международный кубок «Оджаг» по художественной гимнастике. В кубке приняли участие 325 спортсменов из 13 стран мира в индивидуальной и групповой программе.

### 2024
В феврале 2024 года сборная Азербайджана по художественной гимнастике завоевала 9 медалей на турнире «LUXGR Cup 2024» (Люксембург). Среди взрослых Камилла Сеидзаде завоевала две золотые (многоборье, булавы), две серебряные (обруч, лента) и одну бронзовую (мяч) медали. Среди юниорок Назрин Абдуллаева (обруч), София Мамедова (лента), Дениз Абдуллазаде (булавы) завоевали  серебряные медали, Фидан Гурбанлы завоевала бронзовую медаль (многоборье).
2 марта 2024 года Говхар Ибрагимова, Шамс Агагусейнова, Илаха Бахадырова и Фидан Гурбанлы завоевали бронзовую медаль в командном зачете на турнире «Gymnastic International 2024» (Фельбах-Шмиден, Германия). 3 марта 2024 года на этом турнире в упражнениях с лентой Шамс Агагусейнова завоевала серебряную медаль, в упражнениях с мячом Илаха Бахадырова - бронзовую медаль.
25 марта 2024 года Аян Садыгова завоевала бронзовую медаль на международном турнире «Alem Cup» в упражнениях с лентой (Астана, Казахстан).
31 марта 2024 года на 35-м Гран-при по художественной гимнастике, прошедшем в Тье (Франция) Гюллю Агаларзаде, Камилла Алиева, Елизавета Лузан, Дарья Сорокина, Ляман Алимурадова, Зейнаб Гумметова завоевали золотые медали в выполнении упражнений с 5 обручами.
В апреле 2024 года Гюллю Агаларзаде, Камилла Алиева, Елизавета Лузан, Дарья Сорокина, Ляман Алимурадова, Зейнаб Гумметова завоевали золотые медали в упражнениях с 5 обручами, 3 лентами и 2 мячами на международном турнире «Tallinn Open 2024» (Таллин, Эстония). В индивидуальных выступлениях Илаха Бахадирова завоевала золотую медаль (мяч), Говхар Ибрагимова завоевала золотую (булавы) и серебряную медаль (обруч), Шамс Агагусейнова завоевала серебряную медаль (лента). Турнир прошёл с 5 по 7 апреля 2024 года.
С 3 по 5 мая 2024 года в Баку проведён кубок Европы по художественной гимнастике 2024.
В июле 2024 года на международном турнире в Сарагосе (Испания) команда в составе Гюллю Агаларзаде, Камиллы Алиевой, Елизаветы Лузан, Дарьи Сорокиной, Ляман Алимурадовой и Зейнаб Гумметовой заняла первое место в соревнованиях по многоборью, завоевала серебряную медаль в соревнованиях с 5 обручами в выступлениях с разными предметами, и серебряную медаль в упражнениях с тремя лентами и двумя мячами.
21 августа 2024 года Захра Джафарова завоевала золотую медаль на турнире «Alma Cup» в многоборье, в упражнениях с обручем, мячом, булавами и лентой (Алматы, Казахстан).
С 14 по 15 декабря 2024 года в Баку пройдёт турнир «Зимняя сказка» среди спортсменок 2009 — 2018 годов рождения.

### Чемпионат Азербайджана 2024
29-й чемпионат Азербайджана по художественной гимнастике прошёл с 9 по 11 декабря 2024 года в Баку на Национальной гимнастической арене. В соревновании приняли участие 95 спортсменок из 6 клубов: клуба «Оджаг Спорт», СДЮШОР по гимнастике, Республиканской комплексной спортивной школы, спортивного клуба «Грация», Олимпийского спортивного центра «Сярхядчи», Олимпийского спортивного комплекса «Шаган».
В чемпионате приняли участие спортсменки в категории 2014—2016 г.г. рождения, пре-юниорок (2011—2013 г.г. рождения) и юниорок (2010—2011 г.г. рождения). Проведены соревнования в многоборье, индивидуальной программе и по отдельным предметам.

### Первенство Баку 2025
30-е первенство прошло с 10 по 12 апреля 2025 года на Национальной гимнастической арене. В первенстве участвовали клуб «Оджаг Спорт», Бакинская школа гимнастики, Республиканская комплексная спортивная школа, спортивный клуб «Грация», команды Дворца водных видов спорта, Олимпийского спортивного комплекса «Шаган» и культурного центра «Зиря».
В индивидуальной программе соревнования прошли среди в возрастных категориях детей (2015, 2016, 2017 года рождения), пре-юниорок (2013—2014 г.р.), пре-юниорок (2012 г.р.) и юниорок (2010-2011 г.р.).
В групповых упражнениях участвовали гимнастки детской (2015-2017 г.р.) и пре-юниорской (2012-2014 г.р.) возрастных групп.

### Соревнования юниоров
24 февраля 2024 года на 23 Международном кубке Ирины Деляну в Плоешти (Румыния) молодёжная сборная Азербайджана по художественной гимнастике в составе Назрин Абдуллаевой, Аян Садыговой и Софии Мамедовой завоевала серебряную медаль. Илона Зейналова завоевала бронзовую медаль в многоборье.
В мае 2024 года Говхар Ибрагимова, Шамс Агагусейнова, Илаха Бахадырова, Фидан Гурбанлы завоевали бронзовые медали в командном зачете среди юниоров на чемпионате Европы Европы по художественной гимнастике 2024
На турнире «XVI Torneo Internazionale Ginnastica Ritmica – XXIII Internationalgym», прошедшем с 14 по 16 июня 2024 года в Сальсомаджоре-Терме (Италия), гимнастки из Азербайджана завоевали 13 медалей (5 золотых, 6 серебряных и 2 бронзовые).
21 августа 2024 года София Мамедова завоевала золото, Аян Садыгова — серебро на турнире «Alma Cup»  (Алматы, Казахстан).

### Первенство «Оджаг»
IV открытое первенство «Оджаг» по художественной гимнастике проведено с 4 по 6 апреля 2024 года в Бакинском олимпийском спортивном комплексе. В соревнованиях приняли участие 182 спортсмена из клуба «Оджаг спорт», школы гимнастики IOEUG, «Оджаг спорт» в Говсане, СКА «Шаган», RKİM, Дворца водных видов спорта и экопарка культурного центра «Зиря».
В индивидуальном зачете соревновались юниоры (2017—2018 г. р. и 2014—2016 г. р.), подростки (2011—2013 г. р.), юноши (2009—2010 г. р.).
В групповых упражнениях соревновались спортсмены 2017—2018 г. р., 2014—2016 г. р. и 2013—2012 г. р.

### Кубок мира по художественной гимнастике
Кубок мира по художественной гимнастике был проведён в Азербайджане 9 раз (включая 2025 год).

#### Кубок мира по художественной гимнастике 2025
Кубок прошёл с 18 по 20 апреля 2025 года на Национальной гимнастической арене. В турнире приняли участие спортсмены из 38 стран. Разыграны медали в отдельных видах и многоборье.

## Спортивная гимнастика

### Чемпионат Азербайджана по спортивной гимнастике

#### 2024
26-27 ноября 2024 года проведён 29-й чемпионат Азербайджана по мужской спортивной гимнастике. В соревновании приняли участие 50 спортсменов в возрастных категориях подростки (2011—2012 г.р.), молодёжь (2009—2010 г.р.) группы B, молодёжь (2007—2008 г.р.) группы A, взрослые (2006 год рождения и старше).
Также одновременно проведён 8-й чемпионат Азербайджана по женской спортивной гимнастике. В соревновании приняли участие 17 спортсменок в возрастных категориях дети (2014—2015 г.р.), подростки (2012—2013 г.р.), молодёжь (2009—2011 г.р.), взрослые (2006 год рождения и старше).
В соревнованиях приняли участие спортсмены Олимпийского спортивного комплекса Балакянского района, спортивного клуба «Оджаг» (Бакинское и Сумгаитское отделения), Сумгаитской специализированной детско-юношеской спортивной школы олимпийского резерва №1 Республиканского спортивного центра «Təhsil», Сумгаитского олимпийского комплекса.
В первый день прошли выступления в индивидуальном многоборье, во второй — на отдельных инструментах (опорный прыжок, разновысокие брусья, бревно, вольные упражнения).
Соревнования прошли на Национальной гимнастической арене Азербайджана.

### 2024
24 февраля 2024 года на Кубке мира по спортивной гимнастике 2024 в Котбусе (Германия) Никита Симонов завоевал золотую медаль.
С 7 по 10 марта 2024 года в Баку проведён Кубок мира по спортивной гимнастике 2024. В соревновании приняли участие 300 спортсменов из 67 стран. Соревнование носило лицензионный характер на Летние Олимпийские игры 2024 в Париже.

#### AGF Trophy 2024
С 15 по 17 марта 2024 года в Баку проведён международный турнир по спортивной гимнастике AGF Trophy 2024. В турнире приняли участие 88 спортсменов из Азербайджана, Казахстана, Украины, Узбекистана, Грузии. Были разыграны медали среди взрослых, молодёжи и юниоров. В первые два дня турнира проведены квалификационные этапы, в третий — финалы.
Никита Симонов завоевал золотую медаль в упражнениях на кольцах. Иван Тихонов завоевал золотую медаль в состязаниях на параллельных брусьях и бронзовую — в упражнениях на кольцах. Расул Ахмедзаде завоевал золото в вольных упражнениях и бронзу — в упражнениях на параллельных брусьях. Назенин Теймурова завоевала золотую медаль в опорном прыжке и бронзовую — в соревнованиях на разновысоких брусьях. Мурад Агарзаев завоевал серебряную медаль в вольных упражнениях.
Среди юниоров Ильхам Салаев завоевал золотую медаль в упражнениях на параллельных брусьях, Гусейн Гахраманов — серебряную медаль в упражнениях на параллельных брусьях и бронзовую — в соревнованиях на кольцах. Альбина Алиева завоевала серебро в опорном прыжке, и бронзу — в упражнениях на разновысоких брусьях. Лейла Мамедзаде завоевала серебро в упражнениях на разновысоких брусьях. Мухаммед Рустамзаде завоевал серебряную, Эмин Ханкишиев — бронзовую медаль в вольных упражнениях.

### 2025
С 6 по 9 марта 2025 года в Баку пройдёт второй этап Кубка мира по спортивной гимнастике.
27 апреля 2025 года на Кубке мира по спортивной гимнастике в Каире (Египет) Никита Симонов завоевал серебряную медаль в упражнениях на кольцах.

#### AGF Trophy 2025
Турнир проведён с 28 по 30 марта в Баку на Национальной гимнастической арене. В турнире приняли участие гимнастки из 16 стран, в том числе из Австралии, Египта, Грузии, Германии, Греции, Венгрии, Казахстана, Киргизии, Латвии, Литвы, Люксембурга, Малайзии, Мексики, Молдовы и Азербайджана. Всего 68 гимнасток в индивидуальном зачёте и 14 групповых команд.
На турнире проводятся соревнования среди взрослых спортсменов, юниоров и команды по групповым упражнениям. Соревнования проводятся в упражнениях с обручем, мячом, булавами и лентой.
В первый день, 28 марта проведены соревнования с обручем, мячом и лентой.
30 марта состоялись финалы.
Захра Джафарова завоевала золотую медаль в упражнениях с мячом и бронзовую медаль в упражнениях с лентами. Камилла Сеидзаде завоевала серебряную медаль также в упражнениях с мячом. Илона Зейналова завоевала серебряную медаль в упражнениях с обручами.
Среди юниоров Азаде Атакишиева завоевала золотую медаль в упражнениях с обручем. Шамс Агагусейнова заняла третье место в упражнениях с лентами и также третье место в упражнениях с мячом. Азаде Атакишиева и Шамс Агагусейнова завоевали серебряные медали в индивидуальной программе.
Молодежная групповая команда Азербайджана по художественной гимнастике заняла второе место в программе с обручами.

## Спортивная акробатика
Проводится чемпионат Азербайджана по тамблингу и первенство Баку по тамблингу.
С 11 по 14 марта 2022 года Азербайджан принимал XXVIII чемпионат мира по спортивной акробатике

### Чемпионат Азербайджана по тамблингу
13 марта 2024 года начат 20-й чемпионат Азербайджана по тамблингу. Чемпионат проводится на Национальной гимнастической арене Азербайджана. Соревнование проводится среди юношей и девушек. В соревновании принимают участие 33 гимнаста из 3-х клубов в категориях дети (2014—2016 г.р.), юниоры (2012—2013 г.р.), молодежь (2008—2011 г. р.), взрослые (2007 г.р. и старше). Победители определятся на квалификационном этапе по сумме двух выступлений.

### 2021
С 18 по 21 ноября 2021 года в Баку проведён 35-й чемпионат мира по прыжкам на батуте. Михаил Малкин на данном чемпионате занял второе место в личном первенстве.

### 2023

#### 31 чемпионат Европы по акробатической гимнастике
С 18 по 22 октября 2023 года сборная Азербайджана приняла участие в 31 чемпионате Европы по акробатической гимнастике, прошедшем в Варне, Болгария. Участники сборной завоевали 7 золотых и 2 серебряные медали.
Женская группа в составе Назрин Зейниевой, Захры Рашидовой и Анахиты Башири и смешанная пара в составе Агасифа Рагимова и Разии Сейидли завоевали золото в балансовых упражнениях.
Мужская пара в составе Даниэля Аббасова и Мурада Рафиева завоевала золото в темповых упражнениях.
Смешанная пара в составе Агасифа Рагимова и Разии Сеидли, а также мужская пара в составе Даниэля Аббасова и Мурада Рафиева завоевали золотые медали в многоборье.
Женская команда в составе Назрин Зайниевой, Захры Рашидовой и Анахиты Башири также завоевала серебряные медали.
Мужская пара в составе Даниэля Аббасова и Мурада Рафиева завоевала золотую медаль в упражнениях на баланс.
Смешанная пара в составе Агасифа Рагимова и Разии Сеидли завоевала золотую медаль  в упражнениях на темп.

#### 37 чемпионат мира по батутной гимнастике
Сборная Азербайджана впервые стала чемпионами мира по батутной гимнастике и тамблингу на 37 чемпионате мира по батутной гимнастике, проходившем в Бирмингеме (Великобритания) с 10 по 12 ноября 2023 года. В состав сборной входили Тофик Алиев, Адиль Гаджизаде, Михаил Малкин, Эльнур Мамедов.
Михаил Малкин также завоевал золотую медаль в индивидуальных соревнованиях по тамблингу.

### 2024
Азербайджанские гимнасты завоевали шесть медалей на XI международном турнире «Вавель» по батутной гимнастике и тамблингу, прошедшем с 8 по 10 марта 2024 года в Кракове (Польша). Фархад Велиев завоевал золотую медаль в соревнованиях на двойном мини-батуте. Адиль Гаджизаде и Алексей Караташов завоевали золотые, Михаил Малкин и Хатаи Гумбатов — серебряные, Билал Гурбанов — бронзовую медаль.
14 марта 2024 года на Кубке мира по гимнастике 2024 в Алкмааре (Нидерланды) Сельджан Магсудова завоевала золотую медаль в соревнованиях по батутной гимнастике.
В марте 20204 года на турнире «Dutch Trampoline Open 2024» (Алкмар, Нидерланды) азербайджанские гимнасты завоевали шесть медалей. Али Нифталиев и Аммар Бахшалиев завоевали золото в синхронной программе, Гусейн Аббасов и Ниджат Мирзоев завоевали серебро, Фархад Мустафаев и Ибрагим Мустафазаде — бронзу. В индивидуальной программе Сельджан Магсудова и Омар Гасымлы завоевали золотые медали, Аммар Бахшалиев и Самира Гусейнова — серебряные.
Сборная Азербайджана по тамблингу в составе Тофига Алиева, Михаила Малкина, Билала Гурбанова и Адиля Гаджизаде завоевала золотую медаль в командном турнире на чемпионате Европы по прыжкам на батуте 2024, прошедшем с 3 по 7 апреля 2024 года в Гимарайнш (Португалия). Али Нифталиев и Аммар Бахшалиев заняли первое место в синхронной программе. Аян Шабанова и Самира Гусейнова завоевали серебряные медали в синхронной программе. Тофиг Алиев завоевал серебряную медаль.
В мае 2024 года Захра Рашидова, Анахита Башири и Назрин Зейниева на международном турнире  по акробатической гимнастике «Acro Cup», прошедшем в г. Бургас, (Болгария) завоевали золотые медали в программе по многоборью среди женских групп.
На кубке мира по акробатической гимнастике 2024, также прошедшем в Бургасе (Болгария) с 10 по 12 мая 2024 года, смешанная пара Агасиф Рагимов и Разия Сеидли завоевали золотые медали, Мурад Рафиев и Даниэль Аббасов, а также квартет в составе Риада Сафарова, Абдуллы Аль-Машайхи, Сеймура Джафарова и Расула Сейидли заняли на второе место.
Даниэль Аббасов и Мурад Рафиев завоевали золотую медаль в смешанных и балансовых упражнениях, бронзовую медаль в темповых упражнениях, Агасиф Рагимов и Разия Сеидли завоевали золотые медали в выполнении смешанных упражнений и в балансовых упражнениях на чемпионате мира по спортивной акробатике 2024, прошедшем с 19 по 22 сентября 2024 года в Гимарайнш (Португалия).

#### Кубок мира по прыжкам на батуте и акробатической дорожке 2024
На Кубке мира по прыжкам на батуте и акробатической дорожке (тамблинг), прошедшем в Баку с 23 по 25 февраля 2024 года, в соревнованиях по тамблингу Михаил Малкин завоевал золотую, Адиль Гаджизаде  серебряную медали.

### 2025

#### Кубок мира по прыжкам на батуте и акробатической дорожке 2025
Кубок проходит с 22 по 23 февраля 2025 года в Баку. На Кубке участвуют спортсмены из 15 стран в индивидуальных и синхронных выступлениях.  Кубок открывает международный сезон в прыжках на батуте и тамблинге.
22 февраля проходит индивидуальный квалификационный этап по прыжкам на батуте среди мужчин и женщин. Затем пройдут синхронные соревнования по прыжкам на акробатической дорожке (тамблинг) среди мужчин и женщин.
Впервые на турнире выступят смешанные синхронные пары по прыжкам на батуте.

#### Кубок мира по акробатической гимнастике 2025
Кубок прошёл с 29 мая по 1 июня 2025 года в Бургасе (Болгария). Гимнасты Азербайджана завоевали три серебряные медали. Сабир Агаев и Милана Алиева завоевали серебряные медали как смешанная пара (27.130 очка), Мурад Рафиев и Даниэль Аббасов как мужская пара (28.800 очка), Абдулла Аль-Машайхи, Сеймур Джафаров, Риад Сафаров и Расул Сеидли как мужская группа (28.840 очка).

#### Всемирные игры 2025
10 августа 2025 года на Всемирных играх 2025 в Чэнду (Китай) Тофиг Алиев завоевал серебряную медаль.

## Спортивная аэробика
С 28 по 30 мая 2021 года Азербайджан провёл 16-й чемпионат мира по спортивной аэробике.
24 марта 2024 года Хадиджа Гулиева, Арзу Агаева и Лейла Бежанова завоевали серебряные медали на 9-м кубке мира по спортивной аэробике (Кантаньеди, Португалия).

## Олимпийские игры

### Париж - 2024
В марте 2024 года Сельджан Магсудова завоевала первую в истории Азербайджана лицензию на Олимпийские игры в дисциплине «прыжки на батуте».
Также в мае 2024 года сборная Азербайджана по художественной гимнастике в составе Ляман Алимурадовой, Камиллы Алиевой, Елизаветы Лузан, Гюллю Агаларзаде, Зейнаб Гумметовой и Дарьи Сорокиной, заняв 4 место на чемпионате Европы по художественной гимнастике в групповых упражнениях, выиграла лицензию на олимпийские игры 2024.

## Федерация гимнастики Азербайджана
Федерация гимнастики Азербайджана создана в 1994 году, которая сразу же вошла в состав Международной федерации гимнастики. С 1996 года Федерация является членов Европейского гимнастического союза. С 2002 года президентом Федерации является Мехрибан Алиева.

## Национальная гимнастическая арена
Расположенная на территории 24 тыс. кв.м арена и  предназначенная для проведения соревнований по гимнастике была сдана в эксплуатацию в апреле 2014 года. Вместимость - 9600 мест. Первым соревнованием, состоявшим на арене стал 21-й чемпионат Азербайджана по художественной гимнастике. Соревнования по художественной и спортивной гимнастике в рамках I Европейских игр также состоялись на Национальной гимнастической арене.